# Luftskeppet

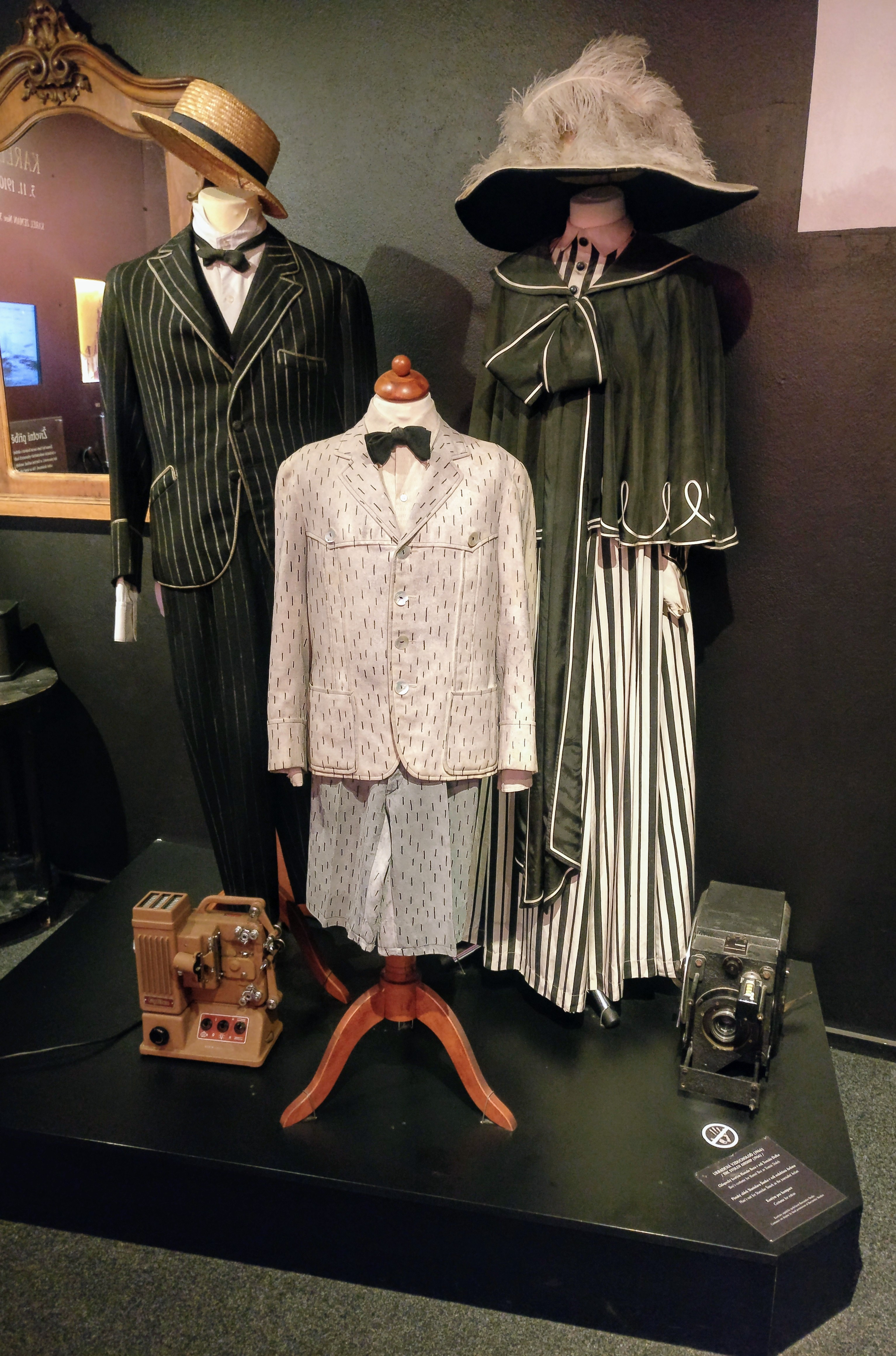
Kostymer från filmen.

Luftskeppet (tjeckiska: Ukradená vzducholoď) är en tjeckoslovakisk äventyrsfilm från 1967 i regi av Karel Zeman. Den handlar om fem barn som lämnar världsutställningen i Prag 1891 i ett luftskepp, flyger över Europa, landar på en obebodd ö och till slut hamnar hos kapten Nemo. Filmen bygger löst på Jules Vernes roman Två års ferier. Stilistiskt ligger den nära Zemans tidigare Vernefilmatisering Det fantastiska äventyret. Inspirationen kommer bland annat från Jugend och äldre tiders nyhetsmontage.
Luftskeppet hade urpremiär den 28 april 1967. Den hade Sverigepremiär på TV2 den 27 juni 1972.

## Medverkande
- Míša Pospíšil som Jakoubek Kůrka
- Jan Bor som Tomáš Dufek
- Jan Čížek som Martin
- Josef Stráník som Pavel
- Jan Malát som Petr
- Jitka Zelenohorská som Katka
- Čestmír Řanda som Findejs
- Josef Haukvic som Forbes
- Josef Větrovec som kapten
- Jan Teplý som Walstone
- Václav Babka som fartygets befälhavare
- Rudolf Deyl som Tenfield